# Tir als Jocs Olímpics d'estiu de 2008
El Tir fou esport olímpic a Pequín per vint-i-quatrena edició, sent-ho de manera consecutiva des de Los Angeles 1932. Les competicions de carabina i pistola es realitzaren al Pavelló de Tir de Pequín, mentre que les de tir al plat al Camp de Tir de Pequín. La doble fossa femenina i el blanc mòbil masculí a 10 metres foren eliminats del programa respecte als Jocs anteriors.

## Calendari
La competició s'estén des del 9 fins al 17 d'agost. Cada prova es realitza en un sol dia, començant les qualificacions al matí i les finals cap a migdia. L'excepció foren la pistola de tir ràpid, la fossa olímpica i l'skeet masculins, les eleminatòries de les quals duraren dos dies.

## Medaller
| Pos.  | País            | Or | Plata | Bronze | Total |
| 1     | R.P. de la Xina | 5  | 2     | 1      | 8     |
| 2     | Estats Units    | 2  | 2     | 2      | 6     |
| 3     | Txèquia         | 2  | 1     | 0      | 3     |
| 3     | Ucraïna         | 2  | 1     | 0      | 3     |
| 5     | Itàlia          | 1  | 2     | 0      | 3     |
| 6     | Corea del Sud   | 1  | 1     | 0      | 2     |
| 7     | Finlàndia       | 1  | 0     | 1      | 2     |
| 8     | Índia           | 1  | 0     | 0      | 1     |
| 9     | Rússia          | 0  | 2     | 2      | 4     |
| 10    | Alemanya        | 0  | 1     | 3      | 4     |
| 11    | Eslovàquia      | 0  | 1     | 0      | 1     |
| 11    | Mongòlia        | 0  | 1     | 0      | 1     |
| 11    | Noruega         | 0  | 1     | 0      | 1     |
| 14    | Austràlia       | 0  | 0     | 1      | 1     |
| 14    | Croàcia         | 0  | 0     | 1      | 1     |
| 14    | Cuba            | 0  | 0     | 1      | 1     |
| 14    | Eslovènia       | 0  | 0     | 1      | 1     |
| 14    | França          | 0  | 0     | 1      | 1     |
| 14    | Geòrgia         | 0  | 0     | 1      | 1     |
| Total | Total           | 15 | 15    | 15     | 45    |

## Medallistes

### Homes
| Prova                        | Or               | Plata               | Bronze          |
| Pistola d'aire detalls       | Pang Wei         | Jin Jong-oh         | Jason Turner    |
| Rifle d'aire detalls         | Abhinav Bindra   | Zhu Qinan           | Henri Häkkinen  |
| Pistola tir ràpid detalls    | Oleksandr Petriv | Ralf Schumann       | Christian Reitz |
| Pistola detalls              | Jin Jong-oh      | Tan Zongliang       | Vladimir Isakov |
| Rifle posició estesa detalls | Artur Ayvazyan   | Matthew Emmons      | Warren Potent   |
| Rifle 3 posicions detalls    | Qiu Jian         | Jury Sukhorukov     | Rajmond Debevec |
| Skeet detalls                | Vincent Hancock  | Tore Brovold        | Anthony Terras  |
| Fossa detalls                | David Kostelecký | Giovanni Pellielo   | Aleksei Alipov  |
| Doble fossa detalls          | Walton Eller     | Francesco d'Aniello | Hu Binyuan      |

### Dones
| Prova                     | Or                  | Plata              | Bronze               |
| Pistola d'aire detalls    | Guo Wenjun          | Natalia Paderina   | Nino Salukvadze      |
| Rifle d'aire detalls      | Kateřina Emmons     | Lioubov Galkina    | Snježana Pejčić      |
| Pistola detalls           | Chen Ying           | Otryadyn Gündegmaa | Munkhbayar Dorjsuren |
| Rifle 3 posicions detalls | Du Li               | Kateřina Emmons    | Eglis Yaima Cruz     |
| Skeet detalls             | Chiara Cainero      | Kimberly Rhode     | Christine Brinker    |
| Fossa detalls             | Satu Mäkelä-Nummela | Zuzana Štefečeková | Corey Cogdell        |